# Heliopsis anomala
Heliopsis anomala là một loài thực vật có hoa trong họ Cúc. Loài này được (M.E.Jones) B.L.Turner mô tả khoa học đầu tiên năm 1988.